# 豌豆厚瓷蟹
豌豆厚瓷蟹（学名：Pachycheles pisoides）为瓷蟹科厚瓷蟹屬下的一个种。

## 扩展阅读
- 維基物種上的相關：豌豆厚瓷蟹